# Hinkelien Schreuder
Hinkelien Schreuder (Goor, 13 februari 1984) is een voormalig internationaal topzwemster uit Nederland en werd in 2008 olympisch kampioene op de 4×100 meter vrije slag. Ze kwam uit voor PSV maar begon haar carrière bij De Whee in Goor.

## Carrière
Haar internationale debuut maakte Schreuder in 1999 toen ze deelnam aan de Europese jeugdkampioenschappen in Moskou, een jaar later was ze in Duinkerke ook van de partij. Op deze twee toernooien maakte Schreuder haar naam als talent meer dan waar met het behalen van in totaal negen podiumplekken.
Bij de EK kortebaan 2001 in Antwerpen werd samen met Inge de Bruijn, Suze Valen en Annabel Kosten de zilveren medaille gewonnen op de 4×50 meter vrije slag. In datzelfde jaar werd ze uitgeroepen tot "Belofte van 2001".
Schreuder bleef groeien tot een hoger niveau, wat tijdens de EK kortebaan van 2003 en 2004 resulteerde in een gouden medaille op de 4×50 meter vrije slag. Ook geraakte ze in 2004 individueel op het podium.
In Triëst tijdens de EK kortebaan 2005 won Schreuder de bronzen medaille op de 100 meter wisselslag in 1.01,21 een nieuw Nederlands record. In de door Marleen Veldhuis gewonnen finale op de 50 meter vrije slag kwam ze 0,05 te kort om nog een bronzen medaille mee naar huis te nemen. Uiteindelijk nam ze ook nog twee gouden medailles mee naar huis nadat er op zowel de 4×50 meter vrije slag als de 4×50 meter wisselslag door de Nederlandse estafette dames een wereldrecord werd gezwommen. Deze prestaties werden geleverd samen met Inge Dekker, Marleen Veldhuis, Chantal Groot (4×50 vrij) en Moniek Nijhuis (4×50 wissel).
Van origine is Schreuder een veelzijdig zwemster. Haar specialisme is dan ook de wisselslag. Na een omslag in 2005 richting de rugslag kwamen ook daar de successen. Ook op diverse vlinderslag en vrije slag nummers behoort Schreuder tot de Nederlandse top.
Op de Olympische Spelen van 2008 in Peking won de vrouwenestafetteploeg goud op de 4 × 100 m vrije slag. In de finale zwommen Marleen Veldhuis, Femke Heemskerk, Inge Dekker en Ranomi Kromowidjojo. De reserves Manon van Rooijen en Hinkelien Schreuder, die in de series zwommen, deelden eveneens mee in de gouden vreugde.
Tijdens de Europese kampioenschappen kortebaanzwemmen 2009 in Istanbul won Hinkelien Schreuder 5 gouden medailles waarvan 3 op individuele nummers en 2 op de estafette.
Tijdens de Olympische Zomerspelen 2012 kwam ze alleen uit tijdens de series van de 4×100m vrije slag het team van Marleen Veldhuis, Femke Heemskerk, Inge Dekker en Ranomi Kromowidjojo won in de finale een zilveren medaille. Na de spelen is Hinkelien Schreuder gestopt met zwemmen.
Hinkelien Schreuder is voorzitter van de atletencommissie van NOC*NSF en qq. bestuurslid van NOC*NSF.

## Internationale toernooien
| Jaar | Olympische Spelen                                                      | WK langebaan | WK kortebaan | EK langebaan | EK kortebaan |
| ---- | ---------------------------------------------------------------------- | --- | --- | --- | --- |
| 2000 | geen deelname                                                          | | geen deelname | geen deelname | 23e 50m vrije slag 5e 50m vlinderslag 9e 200m wisselslag                                                                                |
| 2001 |                                                                        | 8e 50m rugslag 13e 200m wisselslag 10e 4×100m vrije slag 12e 4×100m wisselslag                                  | | | 14e 50m rugslag · 9e 100m wisselslag · 17e 200m wisselslag · 4×50m vrije slag                                                           |
| 2002 |                                                                        | | geen deelname | 17e 50m rugslag 18e 100m rugslag 7e 4×100m wisselslag | geen deelname |
| 2003 |                                                                        | 21e 50m rugslag 24e 100m rugslag 6e 4×100m wisselslag                                                           | | | 7e 50m vrije slag · 13e 50m rugslag · 14e 100m rugslag · 5e 50m vlinderslag · 4×50m vrije slag · 4×50m wisselslag                       |
| 2004 | geen deelname                                                          | | 12e 50m vrije slag 13e 50m rugslag 6e 50m vlinderslag 12e 100m wisselslag                                                              | 7e 50m rugslag | 50m vrije slag · 6e 50m rugslag · serie 50m vlinderslag · 5e 100m wisselslag · 5e 200m wisselslag · 4×50m vrije slag · 4×50m wisselslag |
| 2005 |                                                                        | 16e 50m rugslag 4e 4×100m vrije slag 9e 4×100m wisselslag                                                       | | | 4e 50m vrije slag · 7e 50m rugslag · serie 50m vlinderslag · 100m wisselslag · 7e 200m wisselslag · 4×50m vrije slag · 4×50m wisselslag |
| 2006 |                                                                        | | 7e 50m vrije slag · 7e 50m rugslag · 14e 100m rugslag · 16e 200m rugslag · 5e 50m vlinderslag · 9e 100m wisselslag · 4×100m vrije slag | 21e 50m vrije slag · 9e 50m rugslag · 17e 100m rugslag · 28e 200m wisselslag · 4×100m vrije slag · Schreuder zwom enkel de series · 5e 4×100m wisselslag                | geen deelname |
| 2007 |                                                                        | 25e 50m rugslag 43e 100m rugslag                                                                                | | | 50m vrije slag · serie 50m rugslag · 50m vlinderslag · 4e 100m wisselslag · 13e 200m wisselslag · 4×50m vrije slag                      |
| 2008 | 7e 50m vrije slag · 4×100m vrije slag · Schreuder zwom enkel de series | | 50m vrije slag · serie 100m rugslag · 50m vlinderslag · serie 100m wisselslag · 4×100m vrije slag · 4e 4×100m wisselslag               | 50m vrije slag · 18e 100m vrije slag · 6e 50m rugslag · 14e 100m rugslag · 17e 50m vlinderslag · 4×100m vrije slag · Schreuder zwom enkel de series · 4×100m wisselslag | 50m vrije slag · 4e 50m rugslag · 50m vlinderslag · serie 100m wisselslag · serie 200m wisselslag · 4×50m vrije slag · 4×50m wisselslag |
| 2009 |                                                                        | 15e 50m vrije slag · 10e 50m rugslag · 10e 50m vlinderslag · 4×100m vrije slag · Schreuder zwom enkel de series | | | 50m vrije slag · 50m vlinderslag · 100m wisselslag · 14e 200m wisselslag · 4×50m vrije slag · 4×50m wisselslag                          |
| 2010 |                                                                        | | 50m vrije slag · serie 50m vlinderslag · 100m wisselslag · 4×100m wisselslag                                                           | 50m vrije slag · 4e 50m rugslag · 6e 50m vlinderslag | 50m vrije slag · serie 50m rugslag · 50m vlinderslag · 100m wisselslag · 4×50m vrije slag · 4×50m wisselslag                            |
| 2011 |                                                                        | geen deelname                                                                                                   | | | geen deelname |
| 2012 | 4×100m vrije slag · Schreuder zwom enkel de series                     | | geen deelname | 50m vrije slag · 16e 100m vrije slag · 10e 50m vlinderslag | geen deelname |

## Persoonlijke records
Bijgewerkt tot en met 31 augustus 2013

### Kortebaan
| Afstand          | Tijd     | Datum            | Plaats    |
| ---------------- | -------- | ---------------- | --------- |
| 50m vrije slag   | 23,32    | 13 december 2009 | Istanboel |
| 100m vrije slag  | 52,88    | 19 december 2008 | Amsterdam |
| 50m rugslag      | NR 26,32 | 12 december 2009 | Istanboel |
| 100m rugslag     | 58,64    | 21 december 2008 | Amsterdam |
| 50m vlinderslag  | NR 25,00 | 11 december 2009 | Istanboel |
| 100m vlinderslag | 57,90    | 20 december 2008 | Amsterdam |
| 100m wisselslag  | NR 57,74 | 15 november 2009 | Berlijn   |

### Langebaan
| Afstand          | Tijd     | Datum           | Plaats    |
| ---------------- | -------- | --------------- | --------- |
| 50m vrije slag   | 24,45    | 5 december 2008 | Eindhoven |
| 100m vrije slag  | 54,59    | 19 maart 2008   | Eindhoven |
| 50m rugslag      | NR 27,77 | 29 juli 2009    | Rome      |
| 100m rugslag     | 1.02,79  | 20 maart 2008   | Eindhoven |
| 50m vlinderslag  | 25,94    | 31 juli 2009    | Rome      |
| 100m vlinderslag | 59,11    | 17 april 2009   | Amsterdam |